# Tricladus alluaudi
Tricladus alluaudi là một loài bọ cánh cứng trong họ Cleridae. Loài này được Fairmaire miêu tả khoa học năm 1903.